# Großseggenried am Rhödaer Bach
Großseggenried am Rhödaer Bach este o arie protejată (arie specială de conservare — SAC, sit de importanță comunitară — SCI) din Germania întinsă pe o suprafață de 3,49 ha, integral pe uscat.

## Localizare
Centrul sitului Großseggenried am Rhödaer Bach este situat la coordonatele 51°24′30″N 9°08′58″E / 51.4083°N 9.1494°E.

## Înființare
Situl Großseggenried am Rhödaer Bach a fost declarat sit de importanță comunitară în noiembrie 2004 pentru a proteja 1 specie de animale. Situl a fost protejat și ca arie specială de conservare în martie 2008.

## Biodiversitate
Situată în ecoregiunea continentală, aria protejată conține 1 habitat natural: Liziere de ierburi înalte hidrofile de câmpie și de nivel montan până la alpin.
La baza desemnării sitului se află o specie protejată de  nevertebrate: Vertigo angustior.
Pe lângă speciile protejate, pe teritoriul sitului au mai fost identificate 1 specie de plante, 5 specii de nevertebrate.